# Niulakita
Niulakita is het meest zuidelijke eiland van Tuvalu en eveneens het enige dorp op dat eiland. Niulakita is een van de negen 'eilanden' (waarvan er zes in feite atollen zijn en dus uit meer dan één eiland bestaan) die elk een deelgebied van Tuvalu vormen. Het is een ovaalvormig atol (zij het dus volledig gesloten) met een diameter van 1 kilometer en een oppervlakte van 0,42 km². Het eiland was tot 1949 onbewoond. In dat jaar kwamen bewoners over van het toen overbevolkte Niutao. Het aantal inwoners bedroeg (in 2002) 35.

## Geografie
Het grootste deel van het oppervlak is begroeid met droge vegetatie, aan de randen is het eiland volledig begroeid met mangroven. In het noordoosten liggen dicht bij elkaar vier kleine lagunes.
Het dorp Niulakita ligt in het zuidwesten van het eiland. Net zoals in alle andere deelstaten is er ook in dit dorp een maneapa, een traditioneel Tuvaluaans ontmoetingshuis.
Eilanden:
Nanumanga ·
Niulakita ·
Niutao
Atollen:
Funafuti ·
Nanumea ·
Nui ·
Nukufetau ·
Nukulaelae ·
Vaitupu